# Örn Indriðason
Örn Indriðason is een IJslands schaatser uit de jaren 1960. Hij was IJslands kampioen schaatsen allround in 1961 en 4e bij de nationale kampioenschappen in 1960.

## Medaillespiegel
| Kampioenschap                                        | 1960 | 1961 |
| ---------------------------------------------------- | ---- | ---- |
| IJslandse kampioenschappen schaatsen allround mannen | 4    | Goud |

## Persoonlijke records
| Afstand    | Tijd     | Datum            | Baan      |
| ---------- | -------- | ---------------- | --------- |
| 500 meter  | 48,60    | 21 januari 1961  | Akureyri  |
| 1500 meter | 2.42,30  | 28 januari 1961  | Akureyri  |
| 3000 meter | 5.37,40  | 21 januari 1961  | Akureyri  |
| 5000 meter | 10.06,30 | 20 februari 1960 | Reykjavik |